# Owabi-Wildtierreservat
Koordinaten: 6° 44′ 52″ N, 1° 42′ 52″ W
Das Owabi-Wildtierreservat (engl.: Owabi Wildlife Sanctuary) ist ein Tierreservat in
Ghana. 

## Lage
Das Reservat befindet sich im Süden des Landes, etwa 210 Kilometer (Luftlinie) nordwestlich der Hauptstadt Accra und etwa 20 Kilometer nordwestlich der Stadt Kumasi in der Ashanti Region.

## Beschreibung
Der Park wurde 1971 gegründet und ist mit einer Größe von 1310 Hektar eines der kleineren Reservate in Ghana.
Benannt wurde es nach dem angrenzenden Ort Owabi.
Das Gebiet des Owabi-Wildtierreservats ist vollständig mit sekundärem Regenwald bewachsen. Hier lebt eine Vielzahl von Primaten, unter ihnen auch die Monameerkatzen, sowie Antilopen, Stachelschweine, Mungos, zahlreiche heimische Vogelarten und Zugvögel.